# Lagarde-d'Apt
Pour les articles homonymes, voir Lagarde.
Lagarde-d'Apt est une commune française située dans le département de Vaucluse, en région Provence-Alpes-Côte d'Azur.

## Géographie
| - OpenStreetMap Limite communale. |

Le bourg de la commune est situé sur le flanc sud des monts de Vaucluse, à 1 087 mètres d'altitude moyenne, à proximité directe du signal de Saint-Pierre (1 256 mètres), point culminant de la commune et des monts de Vaucluse, dominant le plateau d'Albion.
| Sault   | Saint-Christol | Saint-Christol |
| Villars | Lagarde-d'Apt  |                |
|         | Rustrel        | Gignac         |

### Accès et transports
L'accès depuis la plaine du Luberon se fait par la route départementale 40 depuis Saint-Saturnin-lès-Apt vers Saint-Christol. Il existe aussi un accès plus étroit depuis Rustrel. Sur les plateaux, route D 40 vers Saint-Christol (9 km) et Sault (15 km). Une autre vers Simiane-la-Rotonde.
La ville la plus proche est la ville d'Apt, à plus d'une quinzaine de kilomètres au sud.

### Sismicité
Les cantons de Bonnieux, Apt, Cadenet, Cavaillon, et Pertuis sont classés en zone Ib (risque faible). Tous les autres cantons du département de Vaucluse sont classés en zone Ia (risque très faible). Ce zonage correspond à une sismicité ne se traduisant qu'exceptionnellement par la destruction de bâtiments.

### Climat
Pour des articles plus généraux, voir Climat de Provence-Alpes-Côte d'Azur et Climat de Vaucluse.
En 2010, le climat de la commune est de type climat méditerranéen altéré, selon une étude du Centre national de la recherche scientifique s'appuyant sur une série de données couvrant la période 1971-2000. En 2020, Météo-France publie une typologie des climats de la France métropolitaine dans laquelle la commune est dans une zone de transition entre le climat de montagne et le climat méditerranéen et est dans la région climatique  Provence, Languedoc-Roussillon, caractérisée par une pluviométrie faible en été, un très bon ensoleillement (2 600 h/an), un été chaud (21,5 °C), un air très sec en été, sec en toutes saisons, des vents forts (fréquence de 40 à 50 % de vents > 5 m/s) et peu de brouillards. 
Pour la période 1971-2000, la température annuelle moyenne est de 9,3 °C, avec une amplitude thermique annuelle de 15,8 °C. Le cumul annuel moyen de précipitations est de 1 073 mm, avec 7,2 jours de précipitations en janvier et 4 jours en juillet. Pour la période 1991-2020, la température moyenne annuelle observée sur la station météorologique de Météo-France la plus proche, « Saint-Christol », sur la commune de Saint-Christol à 5 km à vol d'oiseau, est de 10,0 °C et le cumul annuel moyen de précipitations est de 1 015,3 mm. 
La température maximale relevée sur cette station est de 39,3 °C, atteinte le 28 juin 2019 ; la température minimale est de −20,1 °C, atteinte le 19 février 1983,,. 
Les paramètres climatiques de la commune ont été estimés pour le milieu du siècle (2041-2070) selon différents scénarios d'émission de gaz à effet de serre à partir des nouvelles projections climatiques de référence DRIAS-2020. Ils sont consultables sur un site dédié publié par Météo-France en novembre 2022.

## Urbanisme

### Typologie
Au 1er janvier 2024, Lagarde-d'Apt est catégorisée commune rurale à habitat très dispersé, selon la nouvelle grille communale de densité à sept niveaux définie par l'Insee en 2022.
Elle est située hors unité urbaine et hors attraction des villes,.

### Occupation des sols
L'occupation des sols de la commune, telle qu'elle ressort de la base de données européenne d’occupation biophysique des sols Corine Land Cover (CLC), est marquée par l'importance des forêts et milieux semi-naturels (53,6 % en 2018), en augmentation par rapport à 1990 (52,5 %). La répartition détaillée en 2018 est la suivante : 
forêts (49,5 %), terres arables (25,2 %), prairies (18,3 %), milieux à végétation arbustive et/ou herbacée (4,1 %), zones agricoles hétérogènes (2,9 %). L'évolution de l’occupation des sols de la commune et de ses infrastructures peut être observée sur les différentes représentations cartographiques du territoire : la carte de Cassini (XVIIIe siècle), la carte d'état-major (1820-1866) et les cartes ou photos aériennes de l'IGN pour la période actuelle (1950 à aujourd'hui).

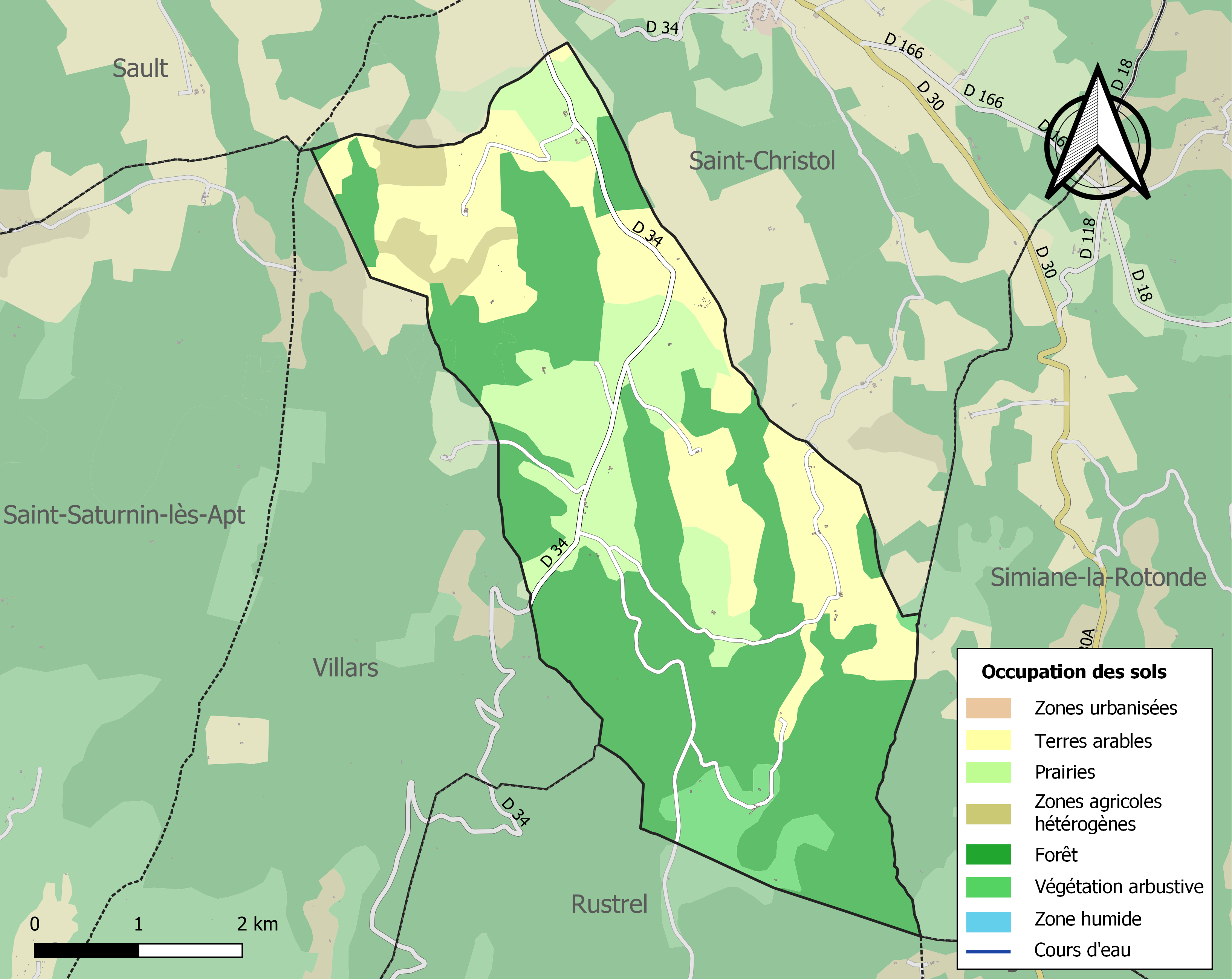
Carte des infrastructures et de l'occupation des sols de la commune en 2018 (CLC).

## Histoire

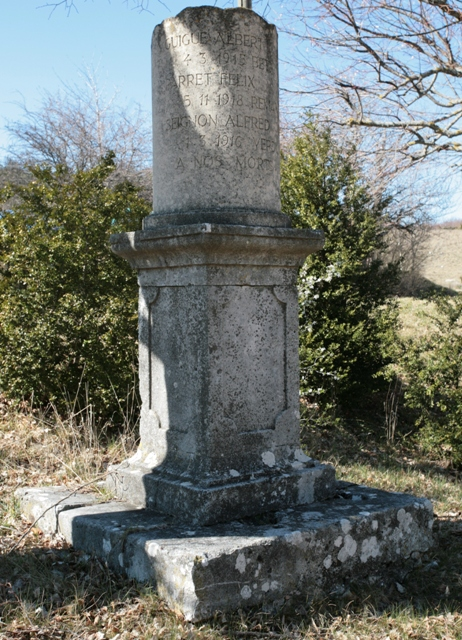
Stèle commémorative aux morts de la Première et de la Seconde Guerre mondiale.

### Moyen Âge
Cité pour la première fois au XIIIe siècle : Garda. Son premier seigneur connu appartient à la famille de Simiane. Au XIIe siècle, l’abbaye Saint-André de Villeneuve-lès-Avignon y possédait trois églises, les églises castrales Gendonis et du lieu-dit Saint-Pierre (ou le Couvent), et l'église paroissiale, et percevaient les revenus qui y étaient attachés.
À la suite d'une alliance, les terres entrent dans le domaine du comté de Sault.

### Renaissance
Le 16 novembre 1626, Charles II de Créquy, duc de Lesdiguières, maréchal de France, devient co-seigneur du lieu.

### Période contemporaine
Ce fut un haut lieu de Résistance durant la Seconde Guerre mondiale. Le 7 avril 1944, Fernand Jean, alias Junot, qui dirigeait depuis Apt, le département parachutage du département (SAP), accueillit ici, l'équipe Jedburgh qui venait d'être parachutée. Composée de trois officiers alliés (États-Unis, Grande-Bretagne et France) et dirigée par le colonel britannique Graham, elle fut dirigée vers le maquis Ventoux pour prendre contact avec le colonel Beyne.
En 1966, débuta la construction sur la commune d'une partie des installations du site stratégique militaire du plateau d'Albion.

### Héraldique
| Lagarde-d'Apt | Les armes peuvent se blasonner ainsi : D'azur à la croix d'argent, coupé d'or au lévrier de sinople. |

## Politique et administration
| Période   | Période  | Identité        | Étiquette | Qualité |
| --------- | -------- | --------------- | --------- | ------- |
| mars 2001 | En cours | Élisabeth Murat | Verts     |         |

### Fiscalité
| Taxe                                                | part communale | Part intercommunale | Part départementale | Part régionale |
| --------------------------------------------------- | -------------- | ------------------- | ------------------- | -------------- |
| Taxe d'habitation (TH)                              | 4,91 %         | 0,00 %              | 7,55 %              | 0,00 %         |
| Taxe foncière sur les propriétés bâties (TFPB)      | 7,05 %         | 0,00 %              | 10,20 %             | 2,36 %         |
| Taxe foncière sur les propriétés non bâties (TFPNB) | 27,40 %        | 0,00 %              | 28,96 %             | 8,85 %         |
| Taxe professionnelle (TP)                           | 00,00 %        | 16,17 %             | 13,00 %             | 3,84 %         |

La part régionale de la taxe d'habitation n'est pas applicable.

## Démographie
L'évolution du nombre d'habitants est connue à travers les recensements de la population effectués dans la commune depuis 1793. Pour les communes de moins de 10 000 habitants, une enquête de recensement portant sur toute la population est réalisée tous les cinq ans, les populations de référence des années intermédiaires étant quant à elles estimées par interpolation ou extrapolation. Pour la commune, le premier recensement exhaustif entrant dans le cadre du nouveau dispositif a été réalisé en 2005.

En 2022, la commune comptait 30 habitants, en évolution de −18,92 % par rapport à 2016 (Vaucluse : +1,73 %, France hors Mayotte : +2,11 %).
| 1793 | 1800 | 1806 | 1821 | 1831 | 1836 | 1841 | 1846 | 1851 |
| ---- | ---- | ---- | ---- | ---- | ---- | ---- | ---- | ---- |
| 113  | 130  | 127  | 113  | 143  | 142  | 139  | 129  | 115  |

| 1856 | 1861 | 1866 | 1872 | 1876 | 1881 | 1886 | 1891 | 1896 |
| ---- | ---- | ---- | ---- | ---- | ---- | ---- | ---- | ---- |
| 106  | 111  | 112  | 103  | 98   | 86   | 91   | 84   | 77   |

| 1901 | 1906 | 1911 | 1921 | 1926 | 1931 | 1936 | 1946 | 1954 |
| ---- | ---- | ---- | ---- | ---- | ---- | ---- | ---- | ---- |
| 71   | 68   | 70   | 61   | 45   | 35   | 53   | 25   | 44   |

| 1962 | 1968 | 1975 | 1982 | 1990 | 1999 | 2005 | 2006 | 2010 |
| ---- | ---- | ---- | ---- | ---- | ---- | ---- | ---- | ---- |
| 27   | 37   | 40   | 40   | 33   | 26   | 37   | 36   | 37   |

| 2015 | 2020 | 2022 | - | - | - | - | - | - |
| ---- | ---- | ---- | - | - | - | - | - | - |
| 39   | 30   | 30   | - | - | - | - | - | - |

## Lieux et monuments
- Chapelle Notre-Dame de Lamaron.

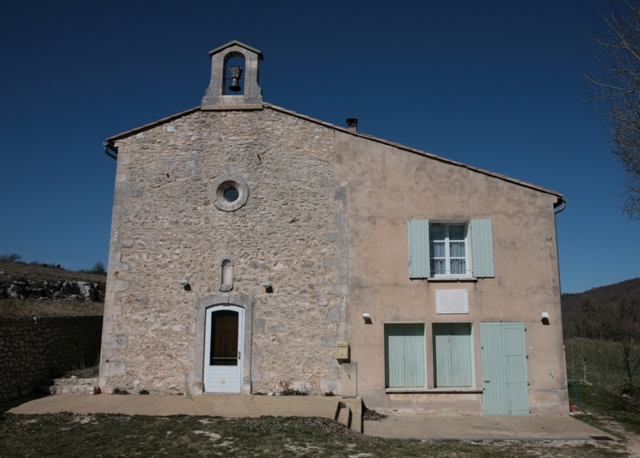
Église et mairie.

- Observatoire astronomique Sirene[22] (SIlo REhabilité pour Nuits Étoilées) : installé sur une ancienne zone de lancement d'un missile stratégique nucléaire, l'observatoire propose des soirées d'observations étoilées pour tous.
- Ancienne église Saint-Pierre-et-Saint-Paul, désormais annexe de la mairie.

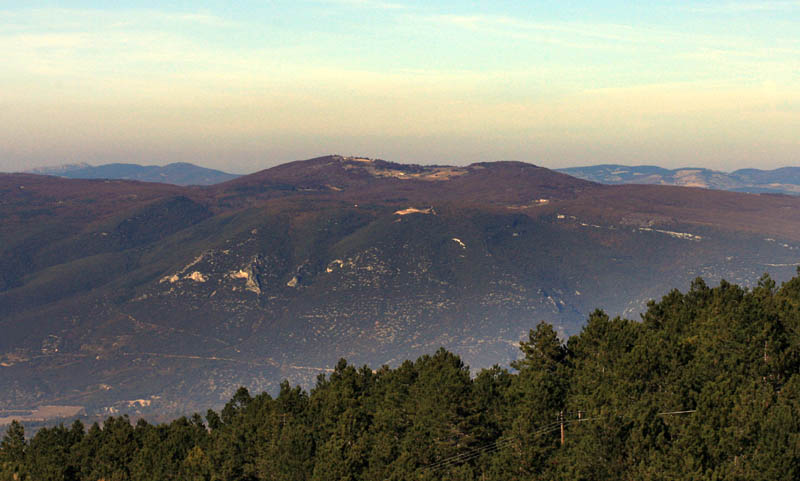
Le signal de Saint-Pierre vu du sud.

- Bistrot de Lagarde avec une exposition permanente extérieure sur le Soleil et son énergie, le biotope, le passé militaire et résistant de la commune et des plateaux en général.
- Centrale photovoltaïque au sol, installée sur le même terrain que le bistrot.

Trois zones naturelles d'inventaire écologique faunistique et floristique » (ZNIEFF) touchent le territoire de la montagne. Une de type 2 : « Monts de Vaucluse » et deux de type 1 : la zone « sud-est des Monts de Vaucluse » qui couvre principalement son flanc sud et la zone « nord-est des Monts de Vaucluse » son flanc nord.

## Économie

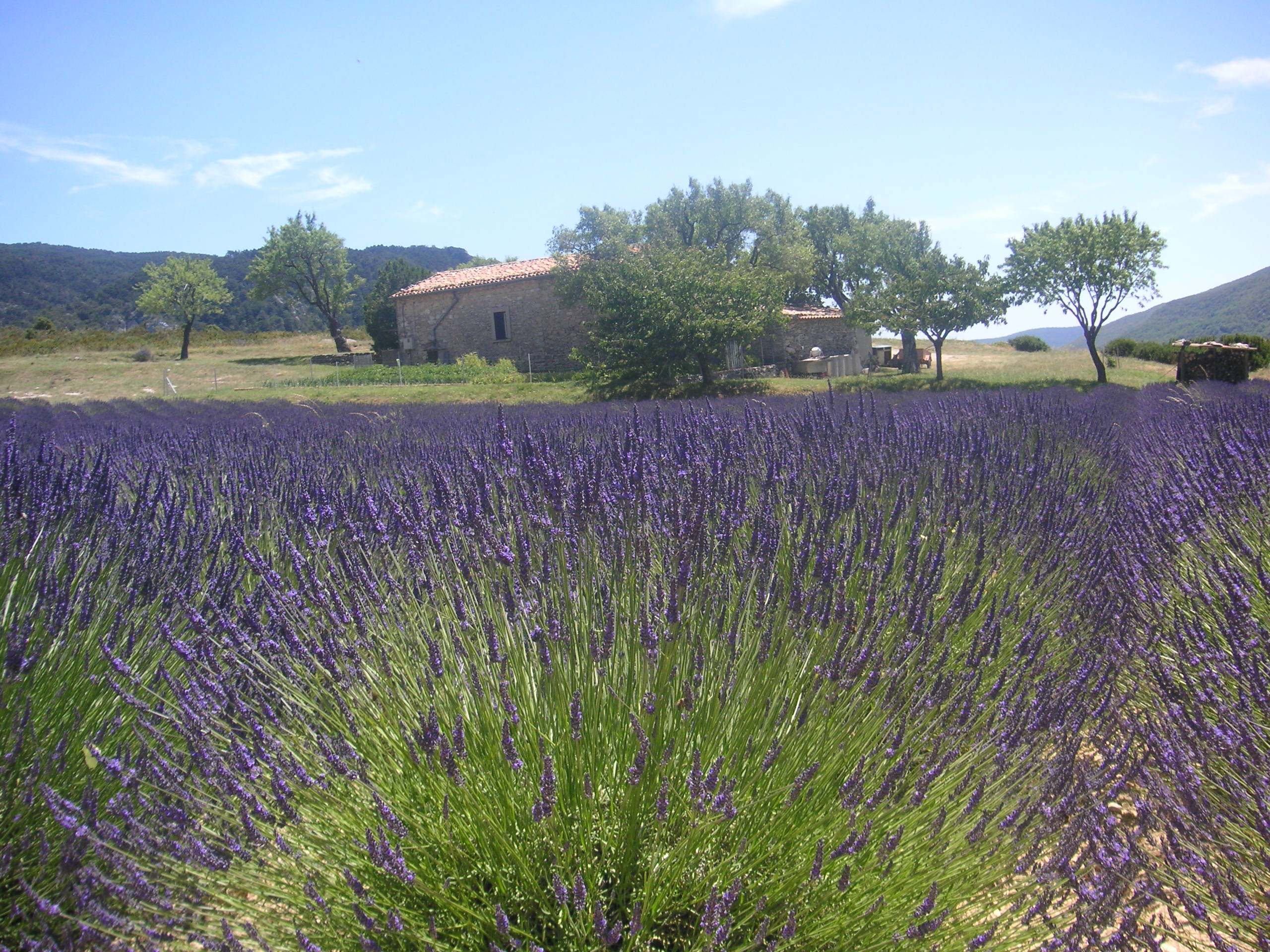
Champ de lavande près du signal Saint-Pierre.

La richesse principale de la commune vient de la culture de la lavande (pour environ 380 hectares). Il s'agit de la variété Lavandula angustifolia plus communément appelée « lavande vraie » ou encore « lavande fine ». La seule commune de Lagarde-d’Apt concentre 10 % de la production française de lavande fine. La commune compte deux distilleries.
La commune produit des vins qui ne sont pas en appellation d'origine contrôlée ; ils peuvent revendiquer, après agrément, le label vin de pays d'Aigues.

### Commerce
Le bistrot de Lagarde, qui porte le label Bistrot de Pays, adhère à une charte dont le but est de « contribuer à la conservation et à l’animation du tissu économique et social en milieu rural par le maintien d’un lieu de vie du village ».